# Denshol
Denshol (engl. Dancehall) popularan je muzički pravac iz 1970-ih, nastao na Jamajci. U početku dancehall je bio jedna verzija rege muzike, ali nakon što je digitalizacija postala sveprisutna, menjajući u potpunosti zvuk, ubrzo dancehall ili ragga odlikuju isključivo brzi ritmovi, dodavanje vokala i gotovih zvuka. Ljudi su hteli nešto novo i stvaraju se jednostavnije pesme sa više odlika pop muzike, manje politikičkih i religioznih elemenata. Ekspanzija i prihvatanje dancehall muzike izvan Jamajke počelo je u ranim 1990-im, sa megahitovima Dawn Penn-a, Shabba Ranks-a, Patra i Chaka Demus and Pliers-a.

## Istorijat
Dancehall je dobio naziv po plesnim dvoranama javnog karaktera, gde se lokalno stanovništvo okupljalo. Vlasnici različitih plesnih dvorana često su se medjusobno takmičili u veličini i mogućnostima muzičke opreme, kako bi privukli svoju mladu klijentelu. Takve vrste slobodnih okupljanja su počele u 1940-im. Jamajčanska muzička industrija oduvek je bila poznata po tome da se upravlja po željama svojih konzumenata, počevši od sound systema 40-ih, preko ska i reggae perioda, uvek je publika bila ta koja odlučuje o tome šta želi čuti - na ovaj način dancehall predstavlja samo povratak tamo odakle je sve počelo - na plesne podijume.
Jamajčanski DJ-evi počeli su da upotrebljavaju hip hop ritmove koji su tada preplavili Ameriku. Nasilje je sve češće bilo tema pesama i poziv na nasilje, rasnu mržnju i homofobiju. Tek što je potpisao veliki ugovor u Evropi, ranih 1990-ih, Buju Banton je objavio pesmu Boom Bye Bye u kojoj otvoreno poziva na ubijanje homoseksualaca. Svet je bio zapanjen, negativne kritike su upućivane ne samo njemu, već i celokupnoj jamajčanskoj muzičkoj industriji. Zbog svega toga se dancehall muzika našla na udaru kritika svetskih organizacija i individualaca. Ovakva je situacija na dancehall sceni i danas, ali srećom postoji i veliki broj izuzetaka, pevača i DJ-eva koji u svojim pesmama propovedaju rasnu i socijalnu jednakost i poštovanje, vraćajući se tako originalnom duhu reggae muzike.
Novi stil donosi nova imena producenata, uključujući Linval Tomsona, Gusi Klarka i Jah Tomasa i dve najveće zvezde tadašnje dancehall scene Yellowman-a i Eek-a-Mouse-a. Sly & Robbie, sa svojim session bendom Roots Radics, obeležili su početak dancehall ere obradama starih hitova. Roots Radics su uskoro postali najbolji session bend toga vremena, sastavljen od sjajnih muzičara. Barrington Levy je uz njihovu pratnju postao prvi dancehall pevač koji je postao zvezda, a i Junior Reid, Half Pint i Frankie Paul. Nova generacija DJ-a zamenila je stare velikane toasting scene: Kilimanjaro, Black Scorpio, Captain Sinbad, Shaggy, Yelloman, Eek A Mouse, Garnett Silk, Tony Rebel. Pojavili su se i ženski DJ-i, kao što su Lady Saw, Lady Shabba, Sister Nanncy.

## Razvoj Dancehall-a
Sredinom 1980-ih, francuska grupa poreklom sa Kariba je bila prva koja je upotrebila tzv. MIDI tehnologiju, koja je podigla muziku Kariba na drugi nivo, snimajući u digitalnom formatu. Prva pesma sa digitalnim ritmovima u potpunosti 1985. godine je bila "(Under Me) Sleng Teng" od Wayne Smith-a. Mnogi se slažu sa teorijom da je ovo prva digitalizovana pesma u regeu. Međutim, ovo nije u potpunosti tačno, jer postoje raniji primeri digitalnih produkcija, kao što je singl Horas Fergusona „Sensi Addict“ produciran od strane Prince Jazzbo-a 1984. godine. „Sleng Teng“ ritam je korišćen u više od 200 novih snimaka. Deejay-led komponovao je spajanje glasa sa muzikom na način koji je dosta odstupao od tradicionalnog shvatanja popularne zabave na Jamajci.
Pesnik Mutabaruka rekao je, „Ako je 1970-tih reggae bila crvena,zelena i zlatna, u sledećoj deceniji predstavljaće zlatne lance“. To je bilo daleko od nežnih reggae korena i njegove same kulture, pa je nastalo mnoštvo debata među fanaticima, da li bi taj pravac uopšte trebalo da se smatra produžetkom reggae muzike.
Ova promena u stilu zahtevala je potpuno novu generaciju umetnika, kao što su Buccaneer, Capleton i Shabba Ranks, koji je vremenom postao jedna od najvećih reggae zvezda na svetu. Uz veliku promenu muzičkih zvezda, scena je takodje zahtevala i potpuno novu generaciju producenata: Philip „Fatis“ Burrell, Dave „Rude Boy“ Kelly, George Phang, Hugh „Redman“ James, Donovan Germain, Bobby Digital, Wycliffe „Steely“ Johnson i Cleveland „Clevie“ Brown (Steely & Clevie). Ovoj grupi producenata je glavna tema bila nasilje. Glavne ličnosti u žanru postaju Bounty Killer, Mad Cobra, Ninjaman i Buju Banton.
„Sweet sing“ vokalni stil evoluirao je putem reggae i R&B muzike, kako bi dopunio novonastali, jači zvuk, obeležen svojom falseto, gotovo ženskom intonacijom. Izvođači ovog vokalnog stila su: Pinchers, Cocoa Tea, Sanchez, Admiral Tibet, Frankie Paul, Half Pint, Conroy Smith, Courtney Melody, Carl Meeks i Barrington Levy.
Početkom 1990-tih pesme poput Dawn Penn’s „No, No, No“, Shaba Ranks’s „Ms. Loverman“, Patra’s „Worker Man“ i Chaka Demus i Pliers „Murder She Wrote“ smatraju se prvim megahitovima dancehalla u SAD-u i šire. Ostale varijante dancehall-a počinju da se šire izvan granica Jamajke krajem devedesetih godina. Tanya Stephens dala je ovom muzičkom pravcu jedinstveni ženski žanr.
Početkom 2000-tih godina dancehall muzički pravac doživeo je ekspanziju po celom svetu, što je dalo prostora raznim izvođačima da se okušaju u ovom žanru. Rihanna, Elephant Man i Sean Paul ostvarili su velike upehe hitovima koji su dugo bili na vodećim pozicijama: „Gimme the Light“, „We Be Burnin“, „Give It Up to Me“, „Pon De Replay“ i „Break It Off“.
Krajem 2000-tih godina događa se pravi preporod dancehall-a na pop tržištu. Ovom preporodu doprineli su: Konshens, Mr. Vegas, Popcaan, Mavado, Vybez Cartel, Beenie Man i mnogi drugi.

## Dancehall plesna kultura
Popularnost dancehall-a proširila se i na plesnu kulturu, koja je obogaćena mnoštvom novih koraka koji su doprineli potpuno novoj energiji, kako na performansima izvođača tako i na žurkama. Mnogi pokreti koji su viđeni u hip hop spotovima zapravo su varijacije ovog plesnog stila. Primeri takve vrste koreografija su: „Like Glue“, „Bogle“, „Whine & Dip“,“Tek Weh Yohself“, „Whine Up“, „Boosie Bounce“, „Drive By“, „Shovel It“, „To Di World“, „Dutty Wine“, „Sweep“, „Nuh Behavior“, „Nuh Linga“, „Skip to My Lod“, „Gully Creepa“, „Bad Man Forward Bad Man Pull Up“, „Keeping it Jiggy“, „Pon Di River“, „One Drop“, „Whine & Kotch“, „Bubbling“, „Tic Toc“, „Willie Bounce“, „Wacky Dip“, „Screetchie“, „One Vice“, „Daggering“ itd.
Dancehall muzički pravac je podstakao mnoge koreografe na potpuno novu plesnu groznicu. Izrodilo se mnoštvo novih koraka inspirisanih ovom muzikom. Slobodan stil koji ova muzika dozvoljava postao je inspiracija mnogim plesačima. Ovo su imena samo nekih koraka: „Godzilla“, „Walk like a lion“, „Step back“, „Hamma“, „Our world“, „Lead out“, „Groovin“, „Twinkle star“ itd.

## Spoljašnje veze
- Jamaican Movies
- Dancehall in Australia Архивирано на веб-сајту  (4. фебруар 2017)